# Eucera punctulata
Eucera punctulata là một loài Hymenoptera trong họ Apidae. Loài này được Alfken mô tả khoa học năm 1942.